# Eupheme
Den här artikeln behandlar gudinnan Eupheme i grekisk mytologi, för najaden Eupheme i grekisk mytologi, se Eupheme (najad).
Euphêmê (grek. Ευφημη) eller Euphêmia var en av chariterna i grekisk mytologi. Hon var jublets, berömmets, applådernas och de triumferande ropens gudinna och var dotter till guden Hefaistos och gudinnan Aglaia. Hon hade tre systrar som hette Eukleia, Euthenia och Philophrosyne.